# St. Stefan, Volšperk
St. Stefan je naselje v Občini Volšperk v Okraju Volšperk na Koroškem v Avstriji.